# Encefalitis autoinmune

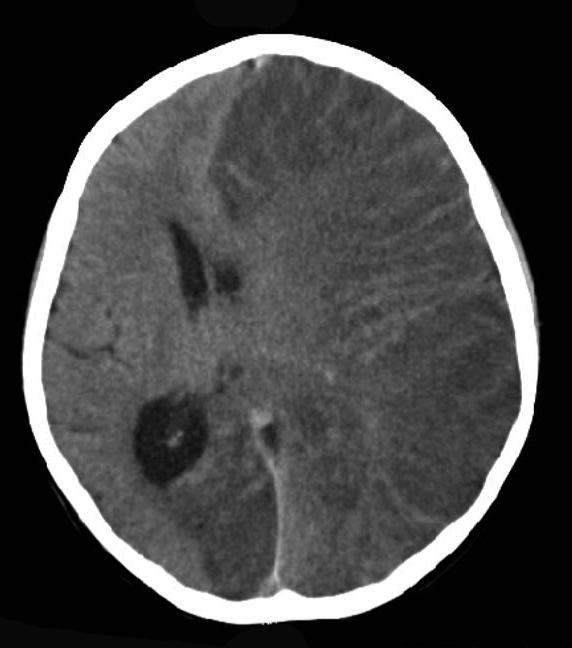
Tomografía computada de paciente con Encefalitis de Rasmussen, que presenta hinchazón en el hemisferio izquierdo del encéfalo.

La encefalitis autoinmune es una variedad de encefalitis causada por un mecanismo de autoinmunidad. Es un grupo heterogéneo de enfermedades que incluye diferentes variantes, una de las más frecuentes es la causada por anticuerpos contra el receptor N-metil-D-aspartato. El cuadro clínico consiste en manifestaciones psiquiátricas, movimientos anormales y crisis epilépticas. El diagnóstico diferencial principal es con la encefalitis viral, por ejemplo la causada por el virus del herpes. La encefalitis autoinmune es una enfermedad grave, aunque potencialmente reversible en muchos casos, el tratamiento precoz mejora los síntomas y disminuye la frecuencia de recaídas.

## Tipos
- Encefalitis de Rasmussen. También conocida como encefalitis crónica focal (ECF), provoca convulsiones frecuentes, pérdida de habilidades motoras y del habla, parálisis (hemiparesia) y demencia.
- Encefalitis del lupus eritematoso sistémico.
- Encefalitis de la enfermedad de Behcet
- Encefalitis de Hashimoto
- Encefalitis por autoanticuerpos contra el receptor de N-metil-D-aspartato (anti-NMDAR). Esta enfermedad fue descrita por primera vez en el año 2007 por Josep Dalmau en la Universidad de Pensilvania. Se caracteriza por la existencia de autoanticuerpos contra los receptores NMDA existentes en las neuronas cerebrales.[2][3][4]
- Encefalitis paraneoplásica. Secundaria a la existencia de un tumor, sobre todo el teratoma ovárico.